# Qualifications des épreuves d'équitation aux Jeux olympiques d'été de 2024
Il y a 200 places disponibles pour l'équitation aux Jeux Olympiques d'été de 2024 réparties de façon inégale entre les trois disciplines : 60 pour le dressage,, 75 pour le saut d'obstacles, et 65 pour le concours complet,. Dans chaque discipline, des places sont attribuées à des équipes et à des individuels.
Il y a 15 places d’équipes disponibles pour le dressage, 20 pour le saut d'obstacles et 16 pour le concours complet. Pour chaque discipline, les équipes sont composées de trois paires cheval-cavalier. Les paires cheval-cavalier appartenant à une équipe sont automatiquement également inscrites dans la compétition individuelle de la même discipline.
Les Comités Nationaux Olympiques (CNO) qui n'ont pas qualifié d'équipe peuvent obtenir une place individuelle en dressage et en saut d'obstacles et jusqu'à deux places individuelles en concours complet, pour un total de 15 individuels en saut d'obstacles et en dressage et de 17 en concours complet.
Les équipes se qualifient principalement par le biais de compétitions spécifiques (championnat du monde, tournois continentaux, épreuves qualificatives spécifiques), tandis que les individuels se qualifient essentiellement par le biais de classements de la Fédération Équestre Internationale (FEI) arrêtés au 31 décembre 2023. Le pays hôte, la France, a automatiquement une équipe qualifiée dans chaque discipline.
Les qualifications se font selon les groupes olympiques FEI qui sont les suivants: 
- A : Europe du Nord-Ouest ;
- B : Europe du Sud-Ouest ;
- C : Europe de l'Est, Europe centrale et Asie centrale ;
- D : Amérique du Nord ;
- E : Amérique centrale et du Sud ;
- F : Afrique et Moyen-orient ;
- G : Asie du Sud-Est et Océanie.

De plus, pour participer aux Jeux Olympiques, toutes les paires cheval-cavalier doivent remplir pour leur discipline, les conditions minimales d’admission (CMA), appelées minimum eligibility requirements (MER) en anglais, en obtenant des résultats de qualification FEI lors de différentes épreuves programmées entre le 1er janvier 2023 et le 24 juin 2024.

## Qualifications pour les épreuves de dressage

### Dressage par équipes
Un total de 15 équipes peuvent se qualifier pour l'épreuve par équipes. 6 places sont attribués lors du championnat du monde de dressage 2022, puis un quota de places est attribué pour chaque groupe olympique FEI sur une épreuve qualificative spécifique,.
| Évènement                                    | Date                      | Lieu          | Places attribuées | Qualifiés                                                    |
| -------------------------------------------- | ------------------------- | ------------- | ----------------- | ------------------------------------------------------------ |
| Pays hôte                                    | —                         | —             | 1                 | France                                                       |
| Championnats du monde 2022                   | du 6 au 10 août 2022      | Herning       | 6                 | Allemagne Danemark États-Unis Grande-Bretagne Pays-Bas Suède |
| Championnats d'Europe 2023 (groupes A et B), | du 4 au 10 septembre 2023 | Riesenbeck    | 3                 | Autriche Belgique Espagne                                    |
| Épreuve de qualification (groupe C)          | du 7 au 11 juin 2023      | Pilisjászfalu | 1                 | Pologne                                                      |
| Jeux panaméricains de 2023, (groupes D et E) | du 22 au 25 octobre 2023  | Santiago      | 2 1               | Brésil Canada                                                |
| Épreuve de qualification (groupe F)          | Épreuve n'a pas eu lieu   |               | 1 0               | Place réattribuée à une équipe composite                     |
| Championnats du monde 2022 (groupe G)        | du 6 au 10 août 2022      | Herning       | 1                 | Australie                                                    |
| Equipes composites                           |                           |               | 2                 | Finlande Portugal                                            |
| Total                                        |                           |               | 15                |                                                              |

### Dressage individuel
Un total de 60 places sont disponibles pour l'épreuve individuelle dont 45 sont attribuées aux cavaliers qualifiés par équipes. Les 15 places individuelles restantes sont attribuées lors des jeux panaméricains 2023 et pour chaque groupe olympique FEI, plus une place additionnelle, selon le classement olympique - Dressage de la Fédération Équestre Internationale (FEI) arrêté au 31 décembre 2023. Seuls les CNO qui n’ont pas qualifié d’équipe peuvent prétendre à une seule et unique place de qualification individuelle,.
| Évènement                                   | Évènement                                   | Date                           | Lieu     | Places attribuées | Qualifiés                        |
| ------------------------------------------- | ------------------------------------------- | ------------------------------ | -------- | ----------------- | -------------------------------- |
| Qualifiés par équipes                       | Qualifiés par équipes                       | —                              | —        | 45                | voir le tableau par équipes      |
| Jeux panaméricains de 2023 (groupes D et E) | Jeux panaméricains de 2023 (groupes D et E) | du 22 au 25 octobre 2023       | Santiago | 2                 | Brésil Équateur                  |
| Classement olympique FEI - Dressage         | Groupe A                                    | Date limite : 31 décembre 2023 | —        | 2                 | Irlande Norvège                  |
| Classement olympique FEI - Dressage         | Groupe B                                    | Date limite : 31 décembre 2023 | —        | 2                 | Luxembourg Suisse                |
| Classement olympique FEI - Dressage         | Groupe C                                    | Date limite : 31 décembre 2023 | —        | 2                 | Lituanie Moldavie                |
| Classement olympique FEI - Dressage         | Groupes D et E                              | Date limite : 31 décembre 2023 | —        | 2                 | République dominicaine Venezuela |
| Classement olympique FEI - Dressage         | Groupe F                                    | Date limite : 31 décembre 2023 | —        | 2                 | Maroc Palestine, Corée du Sud    |
| Classement olympique FEI - Dressage         | Groupe G                                    | Date limite : 31 décembre 2023 | —        | 2                 | Nouvelle-Zélande Singapour       |
| Classement olympique FEI - Dressage         | Place additionnelle                         | Date limite : 31 décembre 2023 | —        | 1                 | Inde                             |
| Total                                       | Total                                       |                                |          | 60                |                                  |

## Qualifications pour les épreuves de saut d'obstacles

### Saut d'obstacles par équipes
Un total de 20 équipes peut se qualifier pour l’épreuve par équipes. Des places sont attribuées lors du championnat du monde de saut d'obstacles 2022, les finales de la coupe des nations 2022 et 2023 et les championnats d'Europe 2023. De plus, un quota de places est attribué pour chacun des groupes olympiques FEI C, D, E, F et G sur une épreuve qualificative spécifique,.
| Évènement                                    | Date                                | Lieu         | Places attribuées | Qualifiés                                        |
| -------------------------------------------- | ----------------------------------- | ------------ | ----------------- | ------------------------------------------------ |
| Pays hôte                                    | —                                   | —            | 1                 | France                                           |
| Championnat du monde 2022                    | du 10 au 14 août 2022               | Herning      | 5                 | Allemagne Grande-Bretagne Irlande Pays-Bas Suède |
| Finale de la Coupe des nations 2022          | du 29 septembre au 2 octobre 2022   | Barcelone    | 1                 | Belgique                                         |
| Championnats d'Europe 2023                   | du 29 août au 3 septembre 2023      | Milan        | 3                 | Autriche Espagne Suisse                          |
| Épreuve de qualification (groupe C),         | du 27 au 30 juillet 2023            | Prague       | 2                 | Israël Pologne                                   |
| Jeux panaméricains de 2023, (groupes D et E) | du 31 octobre au 3 novembre 2023    | Santiago     | 3                 | Canada États-Unis Mexique                        |
| Épreuve de qualification (groupe F)          | du 27 février au 1er mars 2023      | Doha         | 2                 | Arabie saoudite Émirats arabes unis              |
| Épreuve de qualification (groupe G),         | 18 juillet 2023                     | Valkenswaard | 2                 | Australie Japon                                  |
| Finale de la Coupe des nations 2023          | du 28 septembre au 1er octobre 2023 | Barcelone    | 1                 | Brésil                                           |
| Total                                        |                                     |              | 20                |                                                  |

### Saut d'obstacles individuel
Un total de 75 places sont disponibles pour l'épreuve individuelle, dont 60 sont attribuées aux cavaliers qualifiés par équipes. Les 15 places individuelles restantes sont attribuées lors des jeux panaméricains 2023 et pour chaque groupe olympique FEI, plus une place additionnelle, selon le classement olympique - Saut d'Obstacles de la Fédération Équestre Internationale (FEI) arrêté au 31 décembre 2023. Seuls les CNO qui n’ont pas qualifié d’équipe peuvent prétendre à une seule et unique place de qualification individuelle,.
| Évènement                                   | Évènement                                   | Date                             | Lieu     | Places attribuées | Qualifiés                           |
| ------------------------------------------- | ------------------------------------------- | -------------------------------- | -------- | ----------------- | ----------------------------------- |
| Qualifiés par équipes                       | Qualifiés par équipes                       | —                                | —        | 60                | voir le tableau par équipes         |
| Jeux panaméricains de 2023 (groupes D et E) | Jeux panaméricains de 2023 (groupes D et E) | du 31 octobre au 3 novembre 2023 | Santiago | 3                 | Argentine Chili Colombie            |
| Classement olympique FEI - Saut d'obstacles | Groupe A                                    | Date limite : 31 décembre 2023   | —        | 2                 | Danemark Norvège                    |
| Classement olympique FEI - Saut d'obstacles | Groupe B                                    | Date limite : 31 décembre 2023   | —        | 2                 | Italie Portugal                     |
| Classement olympique FEI - Saut d'obstacles | Groupe C                                    | Date limite : 31 décembre 2023   | —        | 2                 | Lettonie Grèce                      |
| Classement olympique FEI - Saut d'obstacles | Groupes D et E                              | Date limite : 31 décembre 2023   | —        | 1                 | Venezuela                           |
| Classement olympique FEI - Saut d'obstacles | Groupe F                                    | Date limite : 31 décembre 2023   | —        | 2                 | Égypte Syrie                        |
| Classement olympique FEI - Saut d'obstacles | Groupe G                                    | Date limite : 31 décembre 2023   | —        | 2                 | Thaïlande Nouvelle-Zélande, Estonie |
| Classement olympique FEI - Saut d'obstacles | Place additionnelle                         | Date limite : 31 décembre 2023   | —        | 1                 | Luxembourg, Lituanie                |
| Total                                       | Total                                       |                                  |          | 75                |                                     |

## Qualifications pour les épreuves de concours complet

### Concours complet par équipe
Un total de 16 équipes peut se qualifier pour l’épreuve par équipes. 7 places sont attribués lors du championnat du monde de concours complet 2022, 1 place lors de la coupe des nations 2023, puis un quota de places est attribué pour chaque groupe olympique FEI sur une épreuve qualificative spécifique,.
| Évènement                                    | Date                       | Lieu               | Places attribuées | Qualifiés                                                                  |
| -------------------------------------------- | -------------------------- | ------------------ | ----------------- | -------------------------------------------------------------------------- |
| Pays hôte                                    | —                          | —                  | 1                 | France                                                                     |
| Championnat du monde 2022                    | du 15 au 18 septembre 2022 | Pratoni del Vivaro | 7                 | Allemagne États-Unis Grande-Bretagne Irlande Nouvelle-Zélande Suède Suisse |
| Championnat d'Europe 2023 (groupes A et B)   | du 9 au 13 août 2023       | Le Pin-au-Haras    | 2                 | Belgique Pays-Bas                                                          |
| Épreuve de qualification (groupe C),         | du 18 au 21 mai 2023       | Baborówko          | 1                 | Pologne                                                                    |
| Jeux panaméricains de 2023, (groupes D et E) | du 27 au 29 octobre 2023   | Santiago           | 2                 | Brésil Canada                                                              |
| Épreuve de qualification (groupes F et G)    | du 1er au 4 juin 2023      | Millstreet         | 2                 | Australie Chine Japon                                                      |
| Coupe des nations 2023                       | saison 2023                | —                  | 1                 | Italie                                                                     |
| Total                                        |                            |                    | 16                |                                                                            |

### Concours complet individuel
Un total de 65 places sont disponibles pour l'épreuve individuelle, dont 48 sont attribuées aux cavaliers qualifiés par équipes. Les 17 places individuelles restantes sont attribuées pour chaque groupe olympique FEI, plus trois places additionnelles, selon le classement olympique - Concours complet de la Fédération Équestre Internationale (FEI) arrêté au 31 décembre 2023. Seuls les CNO qui n’ont pas qualifié d’équipe peuvent prétendre à des places de qualifications individuelles, à concurrence de deux places individuelles maximum par CNO,.
| Évènement                                   | Évènement             | Date                           | Lieu | Places attribuées | Qualifiés                                    |
| ------------------------------------------- | --------------------- | ------------------------------ | ---- | ----------------- | -------------------------------------------- |
| Qualifiés par équipes                       | Qualifiés par équipes | —                              | —    | 48                | voir le tableau par équipes                  |
| Classement olympique FEI - Concours complet | Groupe A              | Date limite : 31 décembre 2023 | —    | 2                 | Danemark Finlande                            |
| Classement olympique FEI - Concours complet | Groupe B              | Date limite : 31 décembre 2023 | —    | 2                 | Espagne Autriche                             |
| Classement olympique FEI - Concours complet | Groupe C              | Date limite : 31 décembre 2023 | —    | 2                 | Lituanie, Hongrie République tchèque         |
| Classement olympique FEI - Concours complet | Groupes D et E        | Date limite : 31 décembre 2023 | —    | 4                 | Chili, Argentine, Équateur Autriche Portugal |
| Classement olympique FEI - Concours complet | Groupe F              | Date limite : 31 décembre 2023 | —    | 2                 | Afrique du Sud Maroc                         |
| Classement olympique FEI - Concours complet | Groupe G              | Date limite : 31 décembre 2023 | —    | 2                 | Chine                                        |
| Classement olympique FEI - Concours complet | Places additionnelles | Date limite : 31 décembre 2023 | —    | 3                 | Espagne Finlande République tchèque          |
| Total                                       | Total                 |                                |      | 65                |                                              |

## Tableau récapitulatif des nations participantes
Note : quand une équipe est qualifiée, ses 3 membres sont également qualifiés pour l’épreuve individuelle correspondante.
| Pays                   | Equipe   | Equipe  | Equipe           | Individuel | Individuel | Individuel       | Total     |
| Pays                   | Dressage | CSO     | Concours Complet | Dressage   | CSO        | Concours Complet | Total     |
| ---------------------- | -------- | ------- | ---------------- | ---------- | ---------- | ---------------- | --------- |
| Afrique du Sud         |          |         |                  |            |            | 1                | 1         |
| Allemagne              | Oui      | Oui     | Oui              | 3          | 3          | 3                | 9         |
| Arabie Saoudite        |          | Oui     |                  |            | 3          |                  | 3         |
| Argentine              |          |         |                  |            | 1          |                  | 1         |
| Australie              | Oui      | Oui     | Oui              | 3          | 3          | 3                | 9         |
| Autriche               | Oui      | Oui     |                  | 3          | 3          | 2                | 8         |
| Belgique               | Oui      | Oui     | Oui              | 3          | 3          | 3                | 9         |
| Brésil                 |          | Oui     | Oui              | 1          | 3          | 3                | 7         |
| Canada                 | Oui      | Oui     | Oui              | 3          | 3          | 3                | 9         |
| Chili                  |          |         |                  |            | 1          |                  | 1         |
| Chine                  |          |         |                  |            |            | 2                | 2         |
| Colombie               |          |         |                  |            | 1          |                  | 1         |
| Corée du Sud           |          |         |                  | 1          |            |                  | 1         |
| Danemark               | Oui      |         |                  | 3          | 1          | 1                | 5         |
| Égypte                 |          |         |                  |            | 1          |                  | 1         |
| Émirats Arabes Unis    |          | Oui     |                  |            | 3          |                  | 3         |
| Équateur               |          |         |                  | 1          |            | 2                | 3         |
| Espagne                | Oui      | Oui     |                  | 3          | 3          | 2                | 8         |
| Estonie                |          |         |                  |            | 1          |                  | 1         |
| États-Unis             | Oui      | Oui     | Oui              | 3          | 3          | 3                | 9         |
| Finlande               | Oui      |         |                  | 3          |            | 2                | 5         |
| France                 | Oui      | Oui     | Oui              | 3          | 3          | 3                | 9         |
| Grande-Bretagne        | Oui      | Oui     | Oui              | 3          | 3          | 3                | 9         |
| Grèce                  |          |         |                  |            | 1          |                  | 1         |
| Hongrie                |          |         |                  |            |            | 1                | 1         |
| Inde                   |          |         |                  | 1          |            |                  | 1         |
| Irlande                |          | Oui     | Oui              | 1          | 3          | 3                | 7         |
| Israël                 |          | Oui     |                  |            | 3          |                  | 3         |
| Italie                 |          |         | Oui              |            | 1          | 3                | 4         |
| Japon                  |          | Oui     | Oui              |            | 3          | 3                | 6         |
| Lettonie               |          |         |                  |            | 1          |                  | 1         |
| Lituanie               |          |         |                  | 1          | 1          |                  | 2         |
| Luxembourg             |          |         |                  | 1          |            |                  | 1         |
| Maroc                  |          |         |                  | 1          |            | 1                | 2         |
| Mexique                |          | Oui     |                  |            | 3          |                  | 3         |
| Moldavie               |          |         |                  | 1          |            |                  | 1         |
| Norvège                |          |         |                  | 1          | 1          |                  | 2         |
| Nouvelle-Zélande       |          |         | Oui              | 1          |            | 3                | 4         |
| Pays-Bas               | Oui      | Oui     | Oui              | 3          | 3          | 3                | 9         |
| Pologne                | Oui      | Oui     | Oui              | 3          | 3          | 3                | 9         |
| Portugal               | Oui      |         |                  | 3          | 1          | 1                | 5         |
| République dominicaine |          |         |                  | 1          |            |                  | 1         |
| République tchèque     |          |         |                  |            |            | 2                | 2         |
| Singapour              |          |         |                  | 1          |            |                  | 1         |
| Suède                  | Oui      | Oui     | Oui              | 3          | 3          | 3                | 9         |
| Suisse                 |          | Oui     | Oui              | 1          | 3          | 3                | 7         |
| Syrie                  |          |         |                  |            | 1          |                  | 1         |
| Thaïlande              |          |         |                  |            | 1          |                  | 1         |
| Venezuela              |          |         |                  | 1          | 1          |                  | 2         |
|                        |          |         |                  |            |            |                  |           |
| Total : 49 CNO         | 15 / 15  | 20 / 20 | 16/ 16           | 60 / 60    | 75 / 75    | 65 / 65          | 200 / 200 |